# جسم كروى (فلم)
جسم كروى (بالإنجليزية: Sphere) هو فيلم خيال علمي إثارة نفسية أمريكي من إخراج وإنتاج باري ليفنسون وبطولة داستين هوفمان، شارون ستون وصامويل جاكسون، صدر الفيلم في الولايات المتحدة في 13 فبراير 1998.

## روابط خارجية
- الموقع الرسمي
- مقالات تستعمل روابط فنية بلا صلة مع ويكي بيانات